# Werelderfgoed in Afghanistan
Tot het Werelderfgoed in Afghanistan behoren twee Werelderfgoederen. Het eerste Werelderfgoed werd in 2002 ingeschreven.

## Werelderfgoederen

### Actuele Werelderfgoederen
Deze lijst toont de twee Werelderfgoederen in Afghanistan in chronologische volgorde (C – Cultuurerfgoed; N – Natuurerfgoed).
| Naam                                                                   | Jaar | Soort | Beschrijving | Afbeelding |
| ---------------------------------------------------------------------- | ---- | ----- | ------------ | ---------- |
| Minaret en archeologische overblijfselen van Jam                       | 2002 | C     |              |            |
| Cultuurlandschap en archeologische overblijfselen van de Bamiyanvallei | 2003 | C     |              |            |

### Als Werelderfgoed genomineerde objecten
In de voorlopige lijst van de UNESCO worden objecten ingeschreven, die naar het inzicht van de betreffende regering potentieel voor de erkenning als Werelderfgoed in aanmerking komen. Dit zegt niets over de eventuele daadwerkelijke succesvolle inschrijving op de lijst. Tegenwoordig (2017) zijn op de lijst vier objecten uit Afghanistan ingeschreven.
| Naam                                              | Jaar | Soort | Beschrijving | Afbeelding |
| ------------------------------------------------- | ---- | ----- | ------------ | ---------- |
| De stad Herat                                     | 2004 | C     |              |            |
| De stad Balch (hoofdstad van het antieke Bactrië) | 2004 | C     |              |            |
| Nationaal park Band-e Amir                        | 2004 | N     |              |            |
| Bagh-e Babur                                      | 2009 | C     |              |            |

## Objecten voorheen op de Kandidatenlijst
Deze objecten werden van de voorlopige lijst verwijderd en door nieuwe vervangen.
| Naam       | Jaar        | Soort | Beschrijving | Afbeelding |
| ---------- | ----------- | ----- | ------------ | ---------- |
| Aï Khanoum | 1983 - 1983 | C     |              |            |